# Suctobelbella pseudornata
Suctobelbella pseudornata är en kvalsterart som först beskrevs av Woas 1986.  Suctobelbella pseudornata ingår i släktet Suctobelbella och familjen Suctobelbidae. Inga underarter finns listade i Catalogue of Life.